# جان بولانك
جان بولانك (بالإيطالية: Jan Polanc)‏ (و. 1992  م) هو راكب دراجة هوائية، من سلوفينيا، ولد في كراني، شارك في طواف إيطاليا 2014، وركوب الدراجات في الألعاب الأولمبية الصيفية 2016.

## سباقات أو مراحل فاز بها
| التاريخ        | السباق                                                        | المركز                                                                  |
| -------------- | ------------------------------------------------------------- | ----------------------------------------------------------------------- |
| 09 سبتمبر 2012 | Okolo Jižních Čech 2012                                       | الفائز في ترتيب النقاط للشباب، المركز الثاني                            |
| 26 مايو 2013   | 2013 Peace Race U23                                           | العاشر في تصنيف النقاط، الخامس في التصنيف العام، الثامن في تصنيف الجبال |
| 16 يونيو 2013  | 2013 طواف سلوفينيا                                            | المركز الثاني                                                           |
| 15 أكتوبر 2013 | طواف بكين 2013                                                | الرابع في تصنيف أفضل شاب                                                |
| 01 يونيو 2014  | طواف إيطاليا 2014                                             | التاسع في تصنيف أفضل شاب                                                |
| 31 مايو 2015   | طواف إيطاليا 2015                                             | السابع في تصنيف أفضل شاب                                                |
| 01 مايو 2016   | طواف روماندي 2016                                             | الخامس في تصنيف أفضل شاب                                                |
| 24 يوليو 2016  | طواف فرنسا 2016                                               | السابع في تصنيف أفضل شاب                                                |
| 23 فبراير 2017 | طواف بروفانس 2017                                             | الفائز في ترتيب التسلق                                                  |
| 23 أبريل 2017  | طواف كرواتيا 2017                                             | الخامس في التصنيف العام، التاسع في تصنيف النقاط                         |
| 28 مايو 2017   | طواف إيطاليا 2017                                             | المرتبة 11 في التصنيف العام، الرابع في تصنيف أفضل شاب                   |
| 09 يونيو 2017  | بطولة سلوفينيا لسباق الدراجات على الطريق - سباق ضد الزمن 2017 | الفائز في التصنيف العام                                                 |
| 17 يونيو 2021  | سباق الطريق ضد الساعة للرجال في بطولة سلوفينيا 2021           | المركز الثاني                                                           |
| 20 يونيو 2021  | سباق الطريق للرجال في بطولة سلوفينيا 2021                     | المركز الثاني                                                           |
| 02 مارس 2022   | تروفيو لايقويليا 2022                                         | الفائز في التصنيف العام                                                 |
| 23 يونيو 2022  | سباق الزمن على الطريق للرجال في بطولة سلوفينيا 2022           | المركز الثالث                                                           |

## روابط خارجية
- جان بولانك على موقع الاتحاد الدولي للدراجات (الإنجليزية)
- جان بولانك على موقع أرشيف الدراجات (الإنجليزية)
- جان بولانك على موقع إحصائيات الدراجات الإحترافية (الإنجليزية)
- جان بولانك على موقع نسبة الدراجات (الإنجليزية)
- جان بولانك على موقع اللجنة الأولمبية الدولية (الإنجليزية)
- جان بولانك على موقع أوليمبيديا (الإنجليزية)